# والي ستايلز
والي ستايلز هو سياسي كندي، ولد في 18 أكتوبر 1950 في ساسكس ‏ في كندا. نشط حزبياً في الحزب التقدمي المحافظ في نيو برونزويك ‏. وقد انتخب عضو الجمعية التشريعية لنيو برونزويك ‏.